# Travesía de la Rubia
La travesía de la Rubia es una vía pública de la ciudad española de Segovia.

## Descripción
Es una pequeña vía que sirve de conexión entre la plaza de su mismo nombre y la de Guevara. Como aquella, debe su nombre a una planta tintórea que se vendía en los puestos del mercado de la plaza. Aparece descrita en Las calles de Segovia (1918) de Mariano Sáez y Romero con las siguientes palabras:

Rubia (Travesía de la).—Es una calle sin importancia, sin nada que reseñar en ella, que desde la plazuela de la Rubia se dirige a la de Guevara.
(Sáez y Romero, 1918b, p. 148)

Existió también un «callejón de la Rubia» que conectaba aquella misma plaza con la calle de la Herrería:

Rubia (Callejón de la).—Pasadizo sucio y estrecho que va desde la plazuela de la Rubia a la calle de la Herrería.
(Sáez y Romero, 1918a, p. 148)